# Chien courant de Halden
Le chien courant de Halden ou plus simplement halden est une race de chiens originaire de Norvège. C'est un chien courant de taille moyenne, d'allure solide sans être lourde, à la robe blanche et noire ombrée de feu. Il s'agit d'un chien de chasse employé comme chien courant.

## Historique
La sélection de la race est amorcée par Hans Larsen Bisseberg, un agriculteur du comté d'Ostfold, en 1860. Des harriers, des foxhounds et des beagles on probablement été utilisés pour créer la race. Plusieurs noms ont été donnés à la race : Bisseberghund en l'honneur du créateur de la race, Ankerstøver et finalement Haldenstøver, qui apparaît en 1938. La race est rare, même en Norvège où le chien courant norvégien et le chien courant de Hygen sont plus connus.

## Standard
Le chien courant de Halden est un chien courant de taille moyenne, inscriptible dans un rectangle, de constitution forte mais pas lourde. Portée plutôt bas, la queue plutôt épaisse atteint approximativement le jarret. La tête est sèche, de grandeur moyenne, bien équilibrée. Les yeux sont brun foncé et de grandeur moyenne. Les oreilles sont couchées vers l’avant et atteignent le milieu du museau.
Le poil est rude, très serré et droit, avec un sous-poil épais. La robe est blanche marquée de noir avec des plages feu ombrées sur la tête, aux membres et parfois à la frontière entre le blanc et le noir.

## Caractère
Le standard FCI ne donne pas de tempérament ou de caractère typiques de la race.

## Utilité
Le chien courant de Halden est un chien courant qui est employé pour la chasse en solo. C'est un chien de chasse qui ne doit être éduqué que sur un seul type de gibier. Il est adapté au travail dans la neige en raison de ses longues pattes.